# Меса (Латина)
Меса (итал. Mesa) је насеље у Италији у округу Латина, региону Лацио.
Према процени из 2011. у насељу је живело 14 становника. Насеље се налази на надморској висини од 7 м.